# العلاقات التشيلية التنزانية
العلاقات التشيلية التنزانية هي العلاقات الثنائية التي تجمع بين تشيلي وتنزانيا.

## مقارنة بين البلدين
هذه مقارنة عامة ومرجعية للدولتين:
| وجه المقارنة                                              | تشيلي                         | تنزانيا                        |
| --------------------------------------------------------- | ----------------------------- | ------------------------------ |
| المساحة (كم2)                                             | 756.10 ألف                    | 947.30 ألف                     |
| عدد السكان (نسمة)                                         | 17.37 مليون                   | 57.31 مليون                    |
| الكثافة السكانية (ن./كم²)                                 | 22.97                         | 60.5                           |
| العاصمة                                                   | سانتياغو                      | دودوما                         |
| اللغة الرسمية                                             | اللغة الإسبانية               | اللغة السواحلية، لغة إنجليزية  |
| العملة                                                    | بيزو تشيلي، وحدة حساب تشيلية ‏ | شيلينغ تانزاني                 |
| الناتج المحلي الإجمالي (بليون دولار)                      | 277.08 مليار                  | 52.09 مليار                    |
| الناتج المحلي الإجمالي (تعادل القوة الشرائية) بليون دولار | 419.39 مليار                  | 138.73 مليار                   |
| الناتج المحلي الإجمالي الاسمي للفرد دولار أمريكي          | 13.42 ألف                     | 878                            |
| الناتج المحلي الإجمالي للفرد دولار أمريكي                 | 22.07 ألف                     | 2.54 ألف                       |
| مؤشر التنمية البشرية                                      | 0.832                         | 0.521                          |
| رمز المكالمات الدولي                                      | +56                           | +255                           |
| رمز الإنترنت                                              | .cl                           | .tz                            |
| المنطقة الزمنية                                           | 00، 00، 00، 00                | ت ع م+03:00، توقيت شرق أفريقيا |

## منظمات دولية مشتركة
يشترك البلدان في عضوية مجموعة من المنظمات الدولية، منها:
| علم المنظمة | اسم المنظمة                               | تاريخ انضمام تشيلي | تاريخ انضمام تنزانيا |
| ----------- | ----------------------------------------- | ------------------ | -------------------- |
|             | مؤسسة التنمية الدولية                     | 30 ديسمبر 1960     | 6 نوفمبر 1962        |
|             | يونسكو                                    | 7 يوليو 1953       | 6 مارس 1962          |
|             | وكالة ضمان الاستثمار متعدد الأطراف        | 12 أبريل 1988      | 19 يونيو 1992        |
|             | الأمم المتحدة                             | 24 أكتوبر 1945     | 14 ديسمبر 1961       |
|             | الاتحاد البريدي العالمي                   | ?                  | ?                    |
|             | البنك الدولي للإنشاء والتعمير             | 31 ديسمبر 1945     | 10 سبتمبر 1962       |
|             | الاتحاد الدولي للاتصالات                  | 1908               | 31 أكتوبر 1962       |
|             | منظمة حظر الأسلحة الكيميائية              | ?                  | ?                    |
|             | مؤسسة التمويل الدولية                     | 15 أبريل 1957      | 10 سبتمبر 1962       |
|             | المركز الدولي لتسوية المنازعات الاستشارية | 24 أكتوبر 1991     | 17 يونيو 1992        |
|             | منظمة التجارة العالمية                    | ?                  | 1995                 |
|             | منظمة الشرطة الجنائية الدولية             | ?                  | ?                    |

## وصلات خارجية
- موقع وزارة الخارجية التشيلية
- موقع وزارة الخارجية التنزانية